# Kesselexplosion

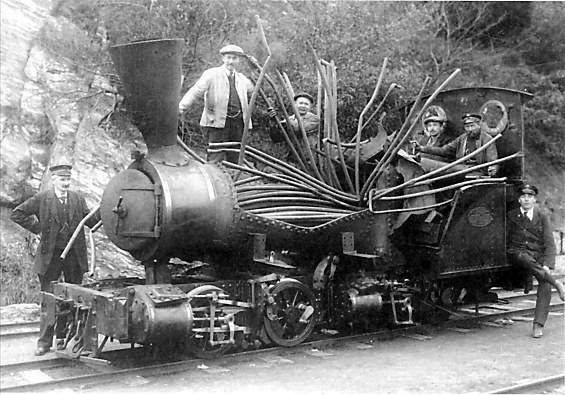
Kesselexplosion bei einer Mallet-Lokomotive der Schmalspurbahn Nesttun–Os, Norwegen

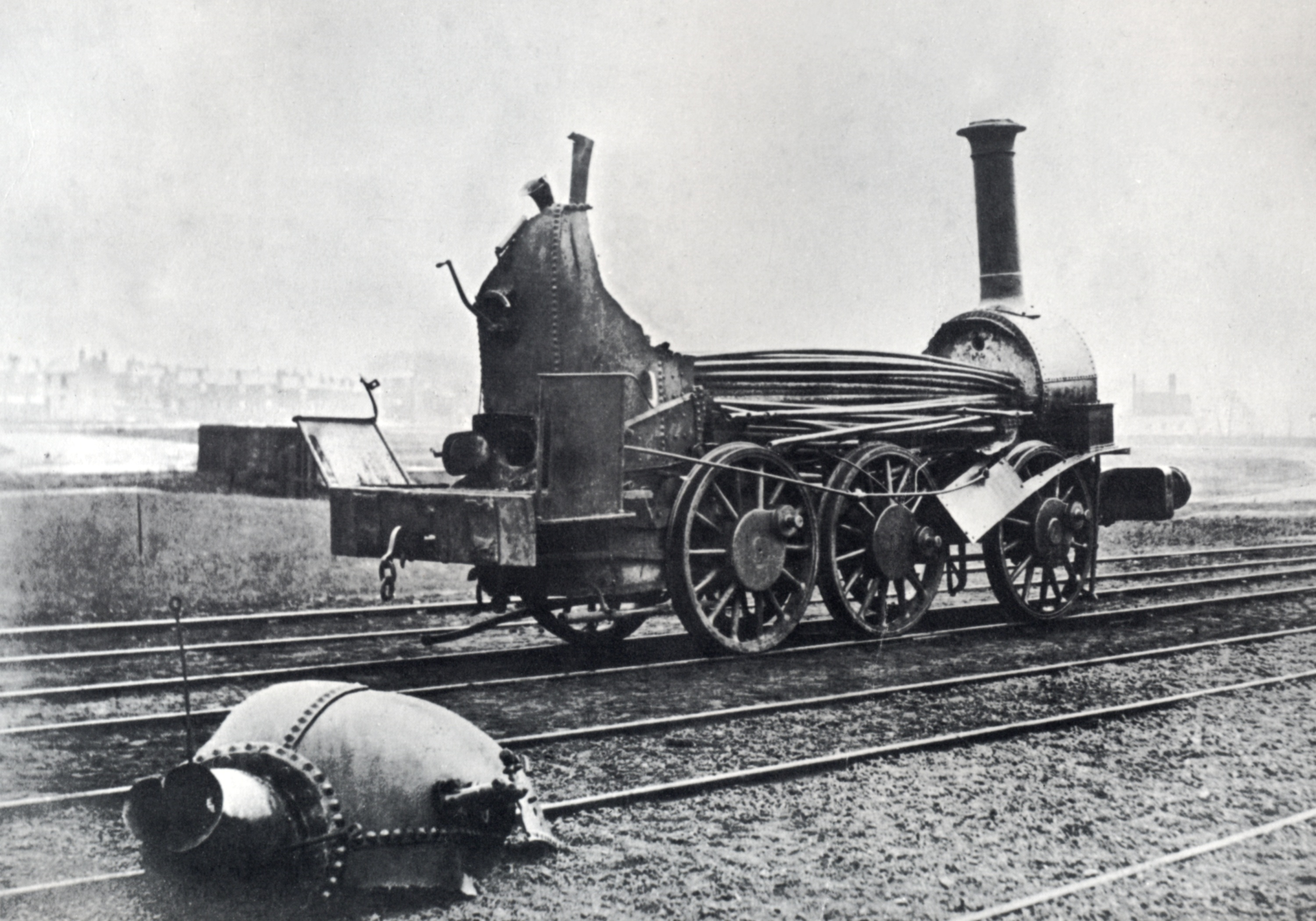
2. Februar 1850 auf der York, Newcastle and Berwick Railway, Darlington: 3 Tote

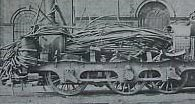
Actæon am 7. Februar 1855 nach der Explosion

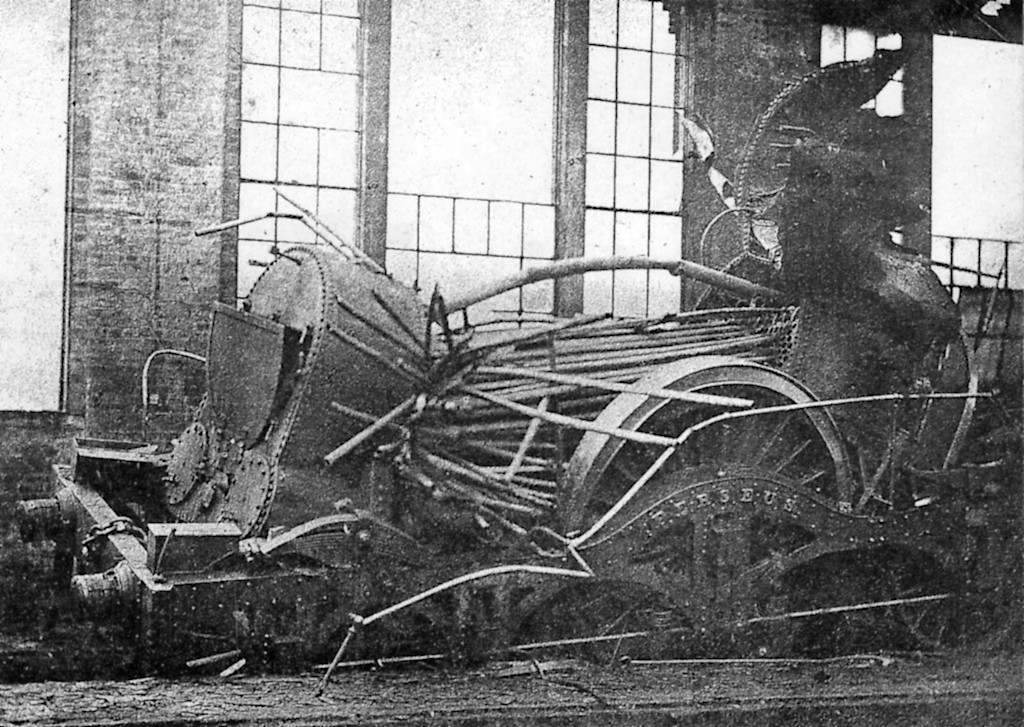
1862 Westbourne Park, Great Western Railway

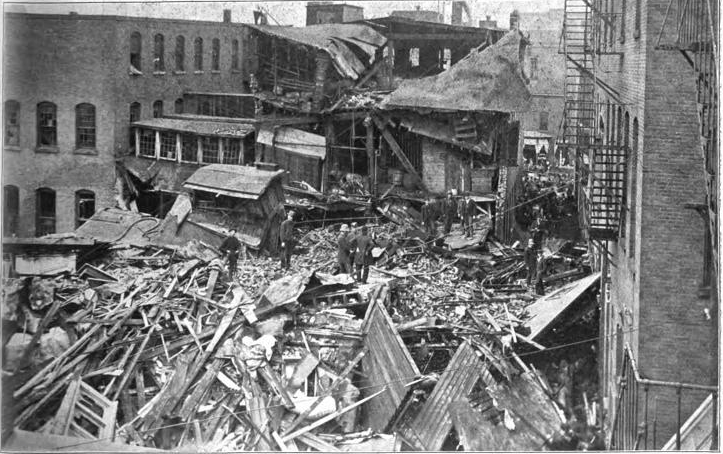
1901: Kesselzerknall (40-horse-power-Boiler) bei dem Unternehmen Hays Manufacturing Co. Erie, Pennsylvania (USA)

Eine Kesselexplosion (auch Kesselzerknall) bezeichnet das Bersten eines Dampfkessels und ist eine Form der physikalischen Explosion. Die häufigsten Ursachen für die Explosion des Kessels sind Überhitzung durch Wassermangel, zu hoher Dampfdruck und mangelhafte oder fehlende Wartung.
Um solche Unfälle zu vermeiden, wurden in Deutschland regionale Dampfkesselüberwachungsvereine (DÜV) gegründet; die Vorläufer des TÜV.

## Physikalische Grundlagen
Ein Dampfkessel dient zur Erzeugung von Dampf oberhalb der atmosphärischen Siedetemperatur von Wasser, die bei 100 °C liegt. Im Sattdampfteil des Kessels herrscht bei einem bestimmten Dampfdruck immer eine zugeordnete Sattdampftemperatur, die aus den Dampftabellen entnommen werden kann. Bei einem Druck von 15,5 bar (absolut) beträgt die zugehörige Sattdampftemperatur 200 °C. In dem Dampfkessel ist Energie gespeichert; einmal in Form des Wasserdampfes und andererseits in Form der Aufheizung des Wassers auf die Siedetemperatur. Die beim Kesselzerknall freigesetzte Energie aus dem bis zum Siedepunkt erhitzten Wasser ist erheblich höher als es bei (gasförmigem) Wasserdampf von gleichem Volumen, gleichem Druck und gleicher Temperatur wäre. Dieser Sachverhalt ist wesentlich für die Höhe des beim Zerknall entstehenden Schadens.
Beim Aufreißen eines Kesselkörpers tritt Dampf nach außen, und dies führt zu einer Druckreduzierung im beschädigten Kessel. Da das bis zur Sattdampftemperatur erhitzte Kesselwasser eine Temperatur von mehr als 100 °C aufweist, verdampft durch den Druckabfall sofort ein Teil der flüssigen Phase. Dieser Vorgang führt zum Austritt erheblicher weiterer Dampfmengen aus dem geborstenen Kessel. Bis zur Entspannung auf den Atmosphärendruck verdampfen 20 % des Wassers, wenn der ursprüngliche Druck 15,5 bar (absolut) betragen hat. Dieser Effekt wird als Nachverdampfung bezeichnet.
Bei einer großflächigen Schädigung der Kesselwand infolge Überhitzung oder Korrosion kann von Mikrorissen ein Risswachstum induziert werden, das lokal die Festigkeit des Kesselmaterials herabsetzt. Begünstigt durch Druckwechselbeanspruchung geht die stabile Rissausbreitung in die instabile Rissausbreitung über. Die Geschwindigkeit der Rissausbreitung verläuft dann exponentiell und wenn der Riss die Wand durchdrungen hat, reißt das betroffene Bauteil in Sekundenbruchteilen auf. Die Nachverdampfung des Wassers in dem Kesselkörper hat zur Folge, dass der Druckabbau langsamer erfolgt und so die Zerstörungen an den Bauteilen enorm sind. Oft sind bei aufgerissenen Kesseltrommeln die Mantelbleche wieder vollständig abgewickelt worden. Mit zunehmender Größe der aufgerissenen Fläche steigt die Rückstoßkraft, sodass der Kessel meistens noch fortgeschleudert wird.

## Ursachen

### Wassermangel

Lok 44 der WEG im Bahnhof Schleusingen (2. November 1890)

Güterzuglokomotive der EL (13. Mai 1909). Der Kessel wurde bei der Explosion 70 m weit weggeschleudert.

Mobile Dampfmaschinen (Dampflokomotive, Dampftriebwagen, Lokomobile, Dampfwagen, Dampfschiffe, Dampfboote) haben eine wassergekühlte Feuerbüchse, der sich der Langkessel anschließt. Der Wärmeübergang ist in der Feuerbüchse am größten, da hier die Wärmeübertragung insbesondere durch Strahlung erfolgt. Von der Feuerbüchse gelangen die Rauchgase in die Rauchrohre, und die Wärme wird durch Konvektion an das Wasser abgegeben.
Eine Überhitzung der Heizflächen wird vermieden, wenn ein ausreichender Wasserstand im Kessel vorhanden ist, der auch bei starkem Gefälle die Feuerbüchse und Rauchrohre des Kessels überdeckt. Das verdampfte Wasser muss mit der Speisepumpe oder dem Injektor in ausreichender Menge nachgespeist werden. Im Falle einer ungenügenden Nachspeisung werden die Heizflächen nicht mehr mit Wasser bedeckt. Die Wärme kann an diesen Bereichen nur noch auf den Dampf übertragen werden. Die Wärmeübergangszahl bei der Wärmeübertragung auf Dampf im Vergleich zur Verdampfung ist um viele Größenordnungen geringer. Die Heizflächen, die im Normalbetrieb maximal 50 °C wärmer als die Sattdampftemperatur sind, nehmen wesentlich höhere Temperaturen an und können zum Glühen gebracht werden. Die Festigkeit des Stahls nimmt mit zunehmender Temperatur stark ab, sodass durch den weiterhin anstehenden Kesseldruck die trockenliegenden Heizflächen, z. B. die Feuerbüchse, plastisch verformt (eingedrückt) werden und schließlich aufreißen.
Wenn durch die Bewegung des Fahrzeuges oder durch nachgespeistes Wasser die überhitzten Bauteile wieder mit Wasser bedeckt werden, besteht die Gefahr, dass schlagartig große Dampfmengen erzeugt werden, für die das Sicherheitsventil nicht ausgelegt ist. Dieser schnelle Druckanstieg und die Schädigung der Flächen durch die hohe Temperatur können zum Aufreißen des Kessels führen.
Beim Eisenbahnunfall von Herrlisheim 1909 kam es zu dem Kesselzerknall, weil ein defekter Wasserstandsanzeiger dem Lokomotivpersonal einen hohen Wasserstand anzeigte, der aber gar nicht mehr vorhanden war.
Der letzte Zerknall in Deutschland, der Kesselzerknall in Bitterfeld am 27. November 1977 hatte Wassermangel als Ursache.

### Zu hoher Kesseldruck
Normalerweise kann aufgrund der Sicherheitsventile, deren Wartung und der Anzeige eines Manometers kein zu hoher Kesseldruck auftreten. Es soll jedoch Fälle gegeben haben, wo Ventile manipuliert waren, um z. B. Wettfahrten zu gewinnen oder Rekorde zu brechen. Zum Kesselzerknall in Meiningen soll es dadurch gekommen sein, dass ein zu hoher Kesseldruck wegen defektem Manometer nicht erkannt wurde. Vermutlich waren auch die Sicherheitsventile nicht in korrektem Zustand.

### Mangelhafte Instandhaltung
Damit ein Dampfkessel jederzeit sicher betrieben werden kann, sind bestimmte Untersuchungsintervalle und Prüfungen vorgeschrieben. Bei einer Kesseluntersuchung wird der Kessel immer von außen komplett freigelegt. Alle Nähte werden überprüft. Im Bereich der Feuerbüchse, dem kritischsten Bereich eines Dampfkessels, werden sämtliche Stehbolzen auf Anrisse überprüft und im Zweifelsfall durch neue ersetzt. Üblicherweise wird nach Abschluss der Arbeiten eine Kaltwasserdruckprobe mit dem 1,5-fachen Betriebsdruck vorgenommen. Hierbei wird der Kessel vollständig mit Wasser gefüllt und langsam auf Prüfdruck gebracht. Dabei dürfen keine Verformungen und Undichtigkeiten am Kessel auftreten. Da sich bei dieser Prüfung ausschließlich Wasser im Kessel befindet, das sich nicht komprimieren lässt, ist kein Zerknall zu befürchten, da zum Beispiel das Aufreißen einer Naht nur zum sofortigen Druckabfall, nicht aber zum Entstehen von Dampf führt, der unkontrolliert nachströmen würde. Anschließend ist eine Warmdruckprobe mit 1,2-fachem Betriebsdruck vorgesehen. Zum Schluss werden die Sicherheitsventile, die den Betriebsdruck des Kessels begrenzen, von einem Kesselprüfer eingestellt und gegen Verstellen verplombt. Bei weitergehenden Prüfungen wird der Kessel auch von innen komplett freigelegt, dazu werden alle Rohre ausgebaut. Dabei werden die Kesselwandungen auf Materialabzehrungen untersucht, um zu geringe Wandstärken zu erkennen. Die abschließenden Prüfungen sind die gleichen wie oben beschrieben. Werden diese Untersuchungen versäumt, kann das dazu führen, dass Mängel am Kessel unbemerkt bleiben. Er kann beispielsweise dem zugelassenen Druck nicht mehr standhalten, da seine Wandungen mit der Zeit zu dünn geworden oder die versteifenden Stehbolzen im Feuerbüchsbereich gerissen sind.
In Medina (Ohio) (USA) zerknallte am 29. Juli 2001 der Kessel eines Dampftraktors auf einem Jahrmarkt. Bislang ist das der jüngste bekanntgewordene Fall eines Kesselzerknalls. Ursache waren hier schwere Unterhaltungsmängel (Kesselstein und abgezehrtes Material). Das bei der nachfolgenden Unfalluntersuchung nicht öffnende Sicherheitsventil und ein zu wenig anzeigendes Kesseldruckmanometer waren hingegen nicht die Explosionsursache. Die Unfalluntersuchung ergab, dass der Kessel einen dermaßen schlechten Zustand hatte, dass er wohl bereits unterhalb des Betriebsdruckes barst.

### Konstruktionsfehler
Am 9. Juli 1892 kam es auf dem Genfersee bei Lausanne zu einem Kesselzerknall auf dem Schaufelraddampfer Mont Blanc, der 26 Todesopfer unter Passagieren und Besatzung forderte. Als in Ouchy für die Weiterfahrt der Kesseldruck erhöht wurde, explodierte der horizontale Dampfdom des Schaufelraddampfers. Der Grund war eine Fehlkonstruktion und ungenügende Prüfung des Dampfdomes. Dies war einer der seltenen Fälle von Kesselexplosionen auf Dampfschiffen.

### Sonstige Ursachen
Verschiedene Ursachen wie unzureichendes Material, fehlerhafte Bedienung oder Überbelastung führten im 19. Jahrhundert häufig zu Explosionen bei stationär aufgestellten und mobilen Dampfkesseln. Durch diese Unfälle waren oft Menschen betroffen, die von weggeschleuderten Bauteilen und austretendem Dampf verletzt oder getötet wurden. Dies löste die Gründung von Dampfkessel-Überwachungsvereinen aus, aus denen sich später die Technischen Überwachungsvereine entwickelten, heute in Deutschland und Österreich bekannt unter der Abkürzung TÜV. In der Schweiz führt das Kesselinspektorat die vergleichbaren Überprüfungen durch. In Deutschland waren die Staatsbahnen meist selbst für die Überwachung der Kesselsicherheit verantwortlich.

#### Werkstofffehler
Ein Beispiel für die Verwendung falscher Werkstoffe sei hier genannt: Bei der Deutschen Reichsbahn war man gegen Ende der 1930er Jahre der Annahme, durch Verwendung der Stahlsorte St47 K-Mo für den Kesselbau den Druck erhöhen zu können, ohne dass das Kesselgewicht durch größere Wandstärke deutlich ansteigt. Dieser Werkstoff ist mit Molybdän legiert und besaß einen recht hohen Kohlenstoffanteil. Dies ergab zwar anfangs eine hohe Festigkeit, jedoch war der Stahl nicht alterungsbeständig. Das Molybdän verringert die Wärmeleitfähigkeit des Stahls deutlich. An Verbindungsstellen mit anderen Stahlsorten entstehen Spannungen. Der hohe Kohlenstoffanteil versprödet den Stahl. Es bildeten sich bald Haarrisse, sodass z. B. der Kessel der 50 846 (Bj. 1940) als erster bereits 1941 barst. Als Sofortmaßnahme wurde der zulässige Betriebsdruck dieser Kessel herabgesetzt und eine intensivere Überwachung angeordnet. In besonders dringenden Fällen wurden schon in den frühen 1940er Jahren erste Ersatzkessel aus der bewährten und zuvor verwandten Stahlsorte St34 beschafft.

#### Gewalteinwirkung
Auch äußere Gewalteinwirkung kann zu einer Kesselexplosion führen. So müssen Rettungsmannschaften damit rechnen, dass nach einem schweren Unfall die Gefahr eines Kesselzerknalls besteht (z. B. nach einem Frontalzusammenstoß unter Beteiligung einer Dampflokomotive).

## Liste von Kesselexplosionen
In der Spalte Beschädigung wird aufgeführt, welches Bauteil als erstes beschädigt wurde, was in der Folge die Zerstörung des Kessels bewirkte.

### Lokomotiven

#### Deutschland
Länderbahnen
| Loknummer          | Gesellschaft                               | Datum            | Ort                                             | Feuerbüchse | Beschädigung           | Ursache                  | Bemerkungen                                                                                             |
| ------------------ | ------------------------------------------ | ---------------- | ----------------------------------------------- | ----------- | ---------------------- | ------------------------ | --- |
| Windsbraut         | LDE                                        | 21. Mai 1846     | Leipzig Dresdner Bahnhof vor abfahrbereitem Zug | ?           |                        | Korrosion                | Keine Verletzten (!)                                                                                    |
| 44                 | WEG                                        | 2. November 1890 | Bahnhof Schleusingen                            | ?           | Langkessel aufgerissen | Materialfehler           | |
| G5 1530, Mohrungen | Reichseisenbahnen in Elsaß-Lothringen (EL) | 13. Mai 1909     | Herrlisheim-près-Colmar                         | ?           | Kessel weggesprengt    | Zu niedriger Wasserstand | Der D 161 Basel–Amsterdam fuhr in die Trümmer, sechs Menschen starben: Eisenbahnunfall von Herrlisheim. |

Deutsche Reichsbahn
| Loknummer | Datum             | Ort | Feuerbüchse | Beschädigung                                                | Ursache                                                                        |
| --------- | ----------------- | --- | ----------- | ----------------------------------------------------------- | ------------------------------------------------------------------------------ |
|           | 29. Mai 1923      | Zwischen Landau und Insheim explodierte der Kessel einer Lokomotive vor einem Personenzug. Der Zug wurde von französischem Militärpersonal im Rahmen der Rheinlandbesetzung gefahren. Der Zug entgleiste. |             |                                                             | Bedienung der Lokomotive durch nicht ausreichend fachkundiges Militärpersonal. |
|           | 4. Juni 1923      | Troisdorf. Ein Mensch kommt ums Leben. |             |                                                             |                                                                                |
|           | 29. Mai 1925      | Landau in der Pfalz / Insheim. Der Zug entgleist in Folge des Kesselzerknalls. |             |                                                             |                                                                                |
| 74 471    | 11. Januar 1930   | Am Bahnhof Reinsfeld (Hunsrück) vor Pz | Kupfer      | Langkessel aufgerissen                                      | Dauerbruch in Stemmfurche                                                      |
| 03 174    | 20. März 1939     | Bei Angermünde vor D 17 | Kupfer      | Feuerbüchse aufgerissen, Lokomotivführer und Heizer getötet | Wassermangel                                                                   |
| 02 101    | 3. April 1939     | Bei Rothenstadt vor Schnellzug | Stahl       | Feuerbüchse aufgerissen                                     | Wassermangel                                                                   |
| 56 2753   | 25. Februar 1940  | Neubeckum | Kupfer      | Feuerbüchse aufgerissen                                     | Deckenstehbolzen abgezehrt                                                     |
| 50 123    | 8. März 1941      | Groß-Strehlitz | Stahl       | Feuerbüchsendecke durchgedrückt                             | Wassermangel                                                                   |
| 50 846    | 23. Juli 1941     | Kenzingen vor Güterzug (G) | St 47K      | Langkessel aufgerissen                                      | Härteriss in der Schweißnaht                                                   |
| 92 976    | 13. März 1943     | Danzig-Saspe (heute „Gdańsk-Zaspa“) | Kupfer      | Feuerbüchsenseitenwand eingedrückt                          | Seitenstehbolzen abgezehrt                                                     |
| 5043      | 14. Juli 1943     | Falk-Hargarten | Kupfer      | Feuerbüchse aufgerissen                                     | Seitenstehbolzen gerissen                                                      |
| 50 3158   | 17. November 1943 | Crange (bei Herne) vor Üg | Stahl       | Langkessel aufgerissen                                      | Spannungshäufungen an KS-Ventilen                                              |
| 17 269    | 24. November 1943 | Torgau vor SF 2181 | Kupfer      | Feuerbüchse aufgerissen                                     | Wassermangel                                                                   |
| 44 1639   | 6. Dezember 1943  | Bei Heydebreck vor G 6721 | Stahl       | Feuerbüchse aufgerissen                                     | Wassermangel                                                                   |
| 52 ?      | ?. ?. 1944        | Pernegg (Steiermark) vor G | Stahl       | Feuerbüchse aufgerissen                                     | ?                                                                              |

Westzonen und DB
| Loknummer | Datum              | Ort                         | Feuerbüchse | Beschädigung            | Ursache                                   |
| --------- | ------------------ | --------------------------- | ----------- | ----------------------- | ----------------------------------------- |
| 41 309    | 8. September 1945  | zwischen Garßen und Eschede | Stahl       | Feuerbüchse aufgerissen | Wassermangel                              |
| 50 2764   | 5. Dezember 1945   | Königsmoor                  | Stahl       | Feuerbüchse aufgerissen | Wassermangel                              |
| 44 1368   | 25. September 1946 | Rastatt                     | Stahl       | Feuerbüchse aufgerissen | Wassermangel                              |
| 44 1514   | 7. Oktober 1946    | Nürnberg                    | Stahl       | Feuerbüchse aufgerissen | Wassermangel                              |
| 52 2753   | 27. Januar 1947    | Sontra                      | Stahl       | Feuerbüchse aufgerissen | Wassermangel, eingeschlafenes Lokpersonal |
| 52 6992   | 3. Februar 1947    | Ingolstadt                  | Stahl       | Feuerbüchse aufgerissen | Wassermangel                              |
| 98 896    | 7. Oktober 1947    | Lennep                      |             |                         | Wassermangel                              |
| 50 1687   | 28. August 1951    | Tostedt vor G               | Stahl       | Feuerbüchse aufgerissen | Wassermangel                              |
| 42 1893   | 12. Oktober 1951   | Zwischen Cochem und Klotten | Stahl       | Feuerbüchse aufgerissen | Wassermangel                              |

SBZ und DR
| Loknummer | Datum             | Ort                                      | Feuerbüchse | Beschädigung            | Ursache                                |
| --------- | ----------------- | ---------------------------------------- | ----------- | ----------------------- | -------------------------------------- |
| 50 582    | 18. November 1946 | Haldensleben vor G 1101                  | St 47K      | Feuerbüchse aufgerissen | Härteriss neben Schweißnaht            |
| 95 6679   | 4. Mai 1951       | Raw Meiningen                            | Kupfer      | Feuerbüchse aufgerissen | Beheizen trotz ausgefallenem Manometer |
| 52 1515   | 24. Mai 1952      | bei Döbeln                               | Stahl       | Feuerbüchse aufgerissen | ?                                      |
| 03 1046   | 10. Oktober 1958  | Bf Wünsdorf vor Balt-Orient-Express D 78 | St 47K      | Langkessel aufgerissen  | Härteriss durch Materialermüdung       |
| 01 1516   | 27. November 1977 | Bahnhof Bitterfeld vor D 567             | Stahl       | Feuerbüchse aufgerissen | Wassermangel                           |

#### Österreich
| Name / Loknummer | Gesellschaft          | Datum              | Ort                                             | Feuerbüchse | Beschädigung                                                                 | Ursache                                       | Bemerkungen                                           |
| ---------------- | --------------------- | ------------------ | ----------------------------------------------- | ----------- | ---------------------------------------------------------------------------- | --------------------------------------------- | ----------------------------------------------------- |
| 8 (Dornau)       | Wien-Raaber Bahn      | 1843               | ?                                               | ?           | ?                                                                            | ?                                             |                                                       |
| 20 (Schönbrunn)  | Wien-Gloggnitzer Bahn | 21. September 1847 | Wien                                            | ?           | Blechstücke 400 Meter weit geflogen, Triebräder neun Meter weit geschleudert | ?                                             |                                                       |
| JASON            | KFNB                  | 27. Juli 1848      | Zwischen Hulín und Napajedla (heute Tschechien) |             | ?                                                                            | ?                                             | vier Tote, zwei Verletzte                             |
| 2 (Linz)         | KEB                   | 11. Juni 1869      | Penzing                                         | ?           | ?                                                                            | „Übermäßige Dampfspannung“ (= zu hoher Druck) |                                                       |
| GLAUCOS          | KFNB                  | 23. März 1871      | Bahnhof Oderberg                                |             | Langkessel aufgerissen                                                       | Wassermangel                                  |                                                       |
| 2219             | kkStB                 | 17. September 1892 | Wald – Kalwang                                  | ?           | Lok acht Meter seitwärts geschleudert                                        | Wassermangel                                  | Lokpersonal getötet                                   |
| 5668             | kkStB                 | 21. März 1895      | Prinzersdorf                                    | ?           | Entgleiste Lok fuhr noch 60 Meter weiter und stürzte an der Böschung um      | Wassermangel                                  | Lokpersonal getötet                                   |
| 151 (Pölfing)    | GKB                   | 2. Februar 1902    | Deutschlandsberg                                | ?           | Kessel 200 Meter weit geschleudert                                           | Wassermangel                                  | Lokpersonal, 1 Verschieber und 1 Bahnarbeiter getötet |

#### Vereinigtes Königreich
In Großbritannien gab es, vor allem in der Frühzeit der Eisenbahn, zahlreiche Fälle, in denen es zu einer Kesselexplosion kam. Großbritannien war Vorreiter in der Eisenbahntechnik und trug somit auch die entsprechenden Risiken in großem Umfang.
| Name                 | Gesellschaft                                    | Datum              | Ort                                                | Feuerbüchse | Beschädigung                           | Bemerkungen |
| -------------------- | ----------------------------------------------- | ------------------ | -------------------------------------------------- | ----------- | -------------------------------------- | --- |
| MECHANICAL TRAVELLER | keine                                           | 31. Juli 1815      | Philadelphia (County Durham)                       | ?           | ?                                      | Älteste bekannte Kesselexplosion einer Lokomotive. |
| ?                    | Stockton and Darlington Railway                 | 19. März 1828      | Simpasture (heute: Newton Aycliffe)                | ?           |                                        | Bedienungsfehler, Versagen des Sicherheitsventils |
| ?                    | Liverpool and Manchester Railway                | 21. August 1836    | Liverpool-Wapping                                  | ?           | ?                                      | drei Tote |
| ?                    | Tredegar Railway                                | 4. September 1838  | Newport-Courtybella                                | ?           | ?                                      | [ 23 ] |
| SURPRISE             | Birmingham and Gloucester Railway               | 10. November 1840  | Bromsgrove                                         | ?           | ?                                      | Fehler am Kessel, wohl bei einer Testfahrt. Zwei Tote: Ein Lokomotivführer und der Maschinenmeister der B&GR kamen ums Leben |
| ?                    | Tradegar Railway                                | 29. April 1843     | Blackwood                                          | ?           | ?                                      | zwei Tote, zwei weitere Verletzte |
| FORRESTER            | South Eastern Railway                           | 11. Dezember 1844  | London, Bahnhof Bricklayers Arms                   | ?           | ?                                      | zwei Tote |
| IRK                  | Manchester and Leeds Railway                    | 28. Januar 1845    | Manchester, Bahnhof Miles Platting                 | ?           | ?                                      | drei Tote, drei Verletzte |
| ?                    | London and North Western Railway                | 7. April 1847      | Winsford, Cheshire                                 | ?           | ?                                      | zwei Verletzte |
| ?                    | South Devon Railway                             | 7. Februar 1849    | Plympton                                           | ?           | ?                                      | ein Toter, ein weiterer Verletzter |
| No. 35               | York, Newcastle and Berwick Railway             | 2. Februar 1850    | Darlington                                         | Kupfer      | Oberseite des Stehkessels weggesprengt | Zu niedriger Wasserstand, kein Schmelzpfropfen vorhanden, drei Tote |
| ?                    | London and Birmingham Railway                   | 26. März 1850      | Wolverton                                          | ?           | ein Verletzter                         | |
| ?                    | Midland Railway                                 | 31. Mai 1850       | Kegworth, Leicestershire                           | ?           | ?                                      | zwei Verletzte |
| ?                    | London and North Western Railway                | 3. Juli 1851       | Bahnhof Liverpool-Edge Hill                        | ?           | ?                                      | ein Toter, zwei weitere Verletzte |
| ?                    | Midland Railway, Bristol and Gloucester Railway | 8. Januar 1853     | Clay Hill                                          | ?           | ?                                      | Ursache: Zu niedriger Wasserstand im Kessel; kein Toter, unbekannte Zahl von Verletzten |
| ACTÆON               | Great Western Railway                           | 7. Februar 1855    | Bahnhof Gloucester                                 | ?           | Kesselwand weggesprengt                | Ursache: Korrodierter Kessel. Ob es Tote oder Verletzte gegeben hat, ist nicht bekannt, umstehende Gebäude wurden beschädigt. |
| No. 51               | Caledonian Railway                              | 5. April 1855      | Greenock                                           | ?           | ?                                      | Kessel korrodiert, ungenügende Kesseluntersuchung; zwei Tote, vier weitere Verletzte |
| No. 10               | North London Railway                            | 14. Juli 1855      | London-Camden Town                                 | ?           | Kesselummantelung weggesprengt         | Defekter Kessel, Herstellungsfehler; Verletzte nicht bekannt. |
| No. 175              | Midland Railway                                 | 6. März 1857       | Birmingham                                         | ?           | ?                                      | Korrosion des Kessels, ein Mensch starb. |
| TORNADO              | South Devon Railway                             | 16. März 1860      | Totnes                                             | ?           | ?                                      | Ursache: Korrosion; ein Toter, ein Verletzter. |
| No. 1                | Monmouthshire Railway                           | 1. April 1861      | Newport                                            | ?           | ?                                      | Riss in der Kesselummantelung;zwei Verletzte. |
| No. 249              | London and North Western Railway                | 4. Juli 1861       | Rugby                                              | ?           | ?                                      | Betroffen: Die 1A1-Lokomotive des Nachtschnellzuges „Irish Mail“ in Fahrt. Ursache: Korrosion und mangelhafte Inspektion. Der Heizer kam ums Leben, der Lokführer und zwei weitere Mitarbeiter von Bahn und Post wurden verletzt.                                         |
| No. 84               | North Eastern Railway                           | 23. September 1861 | Stella Gill                                        | ?           | ?                                      | Ursache: Korrosion; ein Toter, zwei Verletzte. |
| No. 878              | London and North Western Railway                | 5. Mai 1862        | Harrow                                             | ?           | ?                                      | Ursache: Korrosion; der Heizer war auf der Stelle tot, der Lokführer wurde verletzt. |
| PERSEUS              | Great Western Railway                           | 8. November 1862   | Westbourne Park                                    | ?           | ?                                      | drei Tote und eine unbekannte Zahl von Verletzten. |
| No. 356              | Midland Railway                                 | 5. Mai 1864        | Colne (Lancashire)                                 | ?           | ?                                      | Ursache: Korrosion. Lokführer tot, Heizer verletzt, ebenso eine Anwohnerin, die 400 Meter entfernt von einem Lokomotivteil getroffen wurde, das durch das Dach ihres Hauses schlug.                                                                                       |
| No. 138              | Metropolitan Railway                            | 9. Mai 1864        | Bahnhof Bishop’s Road (heute: London-Paddington)   | ?           | ?                                      | Ursache: Korrosion. vier Verletzte. |
| No. 897              | London and North Western Railway                | 30. Mai 1864       | Overton bei Peterborough, damals: Northamptonshire | ?           | ?                                      | Ursache: Korrosion. Lokführer und Heizer verletzt. |
| ?                    | North London Railway                            | 16. August 1864    | Camden Town                                        | ?           | Kessel weggesprengt                    | 1 Toter, 1 Verletzter |
| No. 98               | Great Northern Railway                          | 14. Januar 1865    | Peterborough                                       | ?           | ?                                      | Ursache: Haarriss im Kessel. drei Tote, fünf Verletzte. |
| No. 122              | North Eastern Railway                           | 20. März 1865      | Coxhoe, County Durham                              | ?           | ?                                      | Konstruktionsfehler? Lokomotivführer starb, Heizer wurde verletzt. |
| ?                    | North Eastern Railway                           | 29. Dezember 1870  | Northallerton                                      | ?           | ?                                      | Ursache ungeklärt. Nach vorangegangener Reparatur wurde die Lok ohne Drucktest auf die Strecke geschickt. drei Verletzte. |
| ?                    | North Eastern Railway                           | 7. März 1871       | Stockton-on-Tees                                   | ?           | ?                                      | [ 52 ] |
| ?                    | Highland Railway                                | 4. Januar 1872     | Fochabers                                          | ?           | ?                                      | Die Ursache der Explosion war nicht zu ermitteln. Sie ereignete sich während der Fahrt vor einem Güterzug. Der Schlepptender entgleiste durch die Explosion, ebenso in der Folge sieben der elf Wagen des Zuges. Ein Bremser starb, Lokführer und Heizer wurden verletzt. |
| No. 8                | Whitehaven, Cleator and Egremont Railway        | 5. Februar 1872    | Moor Row, Cumbria                                  | ?           | ?                                      | Ursache: Zersetzung aufgrund minderwertigen Materials. Der Lokomotivführer starb. |
| ?                    | London and North Western Railway                | 19. November 1881  | Winsford                                           | ?           | ?                                      | [ 55 ] |
| ?                    | North Eastern Railway                           | 26. Dezember 1881  | South Stockton                                     | ?           | ?                                      | vier Tote und eine unbekannte Zahl von Verletzten. |
| ?                    | Caledonian Railway und North British Railway    | 17. November 1892  | Glasgow, Stobcross Dock                            | ?           | ?                                      | Keine Verletzten. |
| ?                    | Great Western Railway                           | 16. Februar 1895   | Yeovilton                                          | ?           | ?                                      | zwei Tote, drei Verletzte. |
| ?                    | Metropolitan Railway                            | 26. Juli 1898      | Bahnhof Preston Road, London                       | ?           | ?                                      | ein Toter, ein Verletzter. |
| No. 97               | Rhymney Railway                                 | 21. April 1909     | Cardiff                                            | ?           | ?                                      | Ursache: Versagen der Sicherheitsventile. drei Tote, drei Verletzte. |
| ?                    | North Eastern Railway                           | 25. September 1909 | Wath-upon-Dearne, Yorkshire                        | ?           | ?                                      | ein Toter. |
| No. 134              | London and North Western Railway                | 11. November 1921  | Buxton                                             | ?           | ?                                      | Ursache: Versagen der Sicherheitsventile. Lokführer und Heizer starben, ein Bremser erlitt einen Schock. Dies war der letzte schwerwiegende Unfall mit dem Kessel einer Dampflokomotive in Großbritannien.                                                                |

#### Vereinigte Staaten
In den USA gab es angesichts der dortigen Betriebsverhältnisse erhebliche Probleme, Kesselexplosionen zu verhindern, zum einen da oft Wasser schlechter Qualität eingesetzt werden musste, das verschlammte oder die Kessel schnell verkalken ließ. Der zweite Grund war, dass Lokomotivpersonal relativ häufig nicht darauf achtete, dass ausreichend Wasser die beheizten Teile bedeckte. In beiden Fällen wurde der Kessel so heiß, dass sein Material instabil wurde und es zur Explosion kam. Die Interstate Commerce Commission stellte für 1917 fest, dass im Durchschnitt in den USA pro Tag mehr als ein Kessel einer Dampflokomotive explodiert sei, dabei 52 Menschen ums Leben kamen und weitere 469 verletzt wurden.
| Name                              | Gesellschaft                            | Datum            | Ort                        | Feuerbüchse                               | Beschädigung                                                                       | Bemerkungen |
| --------------------------------- | --------------------------------------- | ---------------- | -------------------------- | ----------------------------------------- | ---------------------------------------------------------------------------------- | --- |
| BEST FRIEND OF CHARLESTON         | South Carolina Canal & Railroad Company | 17. Juni 1831    | Charleston, South Carolina | ?                                         | ?                                                                                  | Die Lokomotive war die erste der South Carolina Canal & Railroad Company.                                                             |
| ?                                 | North Pennsylvania Railroad             | 17. Juli 1856    | Ambler (Pennsylvania)      | ?                                         | ?                                                                                  | Frontalzusammenstoß, siehe Eisenbahnunfall von Camp Hill                                                                              |
| ?                                 | Southern Pacific Railway                | 18. März 1912    | San Antonio, Texas         | ?                                         | 400 kg schweres Kesselteil 1,5 Kilometer weit geflogen                             | Unfall während eines Tests, Ursache nicht geklärt. Mit 28 Toten und 40 Verletzten der Kesselzerknall mit den umfangreichsten Schäden. |
| ?                                 | St. Louis – San Francisco Railway       | 12. Februar 1913 | Beaumont, Kalifornien      | ?                                         | Kessel abgerissen und 80 Meter weit geflogen                                       | Wassermangel; Lokomotivführer getötet.                                                                                                |
| ?                                 | Denver and Rio Grande Western Railroad  | 1934             | ?                          | ?                                         | Kessel, Rauchkammer und Führerstand abgerissen und mehr als 65 Meter weit geflogen | Verschlammtes Wasser. |
| T-1 Nr. 3020                      | Chesapeake & Ohio                       | 12. Mai 1948     | bei Chillicothe, Ohio      | ?                                         | Feuerbüchse nach vorne aufgerissen, Heizrohre herausgeschleudert                   | Die drei auf der Lokomotive mitfahrenden Bahnangestellte wurden dabei getötet                                                         |
| Canadian Pacific Railway Nr. 1278 | Gettysburg Passenger Services, Inc.     | 16. Juni 1995    | bei Gardners, Pennsylvania | Wandstärke ursprünglich 3/8 Zoll (9,5 mm) | Feuerbüchse aufgerissen                                                            | Wassermangel; drei Verletzte. Wahrscheinliche Ursache laut NTSB: Versäumnisse bei Ausbildung des Personals und bei der Wartung.       |

#### Andere Staaten
| Name                   | Gesellschaft                         | Datum              | Ort                                                                    | Feuerbüchse | Beschädigung                        | Bemerkungen |
| ---------------------- | ------------------------------------ | ------------------ | ---------------------------------------------------------------------- | ----------- | ----------------------------------- | --- |
| C n2t von Weidknecht   | Schmalspurbahn Coutances–Lessay, CFM | 1. November 1914   | Pont-de-Soulles, Coutances, Frankreich                                 | ?           | Nur das Fahrwerk blieb unbeschädigt | zwei Tote, ein Verletzter |
| ?                      | Peking–Mukden Railway                | 29. Dezember 1930  | Jinzhou, China                                                         | ?           | ?                                   | Kesselexplosion nach absichtlich herbeigeführter Entgleisung |
| Nr. 623                | PLM                                  | August 1935        | Beim Bahnhof Tenay-Hauteville an der Bahnstrecke Lyon-Genf, Frankreich | ?           | Abriss des Kessels bei etwa 80 km/h | Zu geringer Wasserstand. Der Kessel flog 83 Meter weit und überschlug sich dann noch dreimal. Lokomotivführer und Heizer starben. |
| AB 778                 | New Zealand Railways Department      | 4. Juni 1943       | Hyde, Neuseeland                                                       | ?           | ?                                   | Kesselexplosion nach Entgleisung |
| Baldwin 2-8-0 No. 1382 | Zuckerfabrik Augusto César Sadino    | März 2000          | Westlich von Havana                                                    | ?           | ?                                   | Kesselexplosion mit vermutlich zwei Toten |
| ?                      | Indian Railways                      | 24. September 2007 | Delhi, Indien                                                          | ?           | ?                                   | Die Lokomotive war nach längerer Standzeit in der Sammlung des National Rail Museum of India ohne weitere Prüfung vor den Palace on Wheels für dessen erste Fahrtetappe von Delhi nach Jaipur gesetzt worden. Die völlig korrodierten Heizrohre des Kessels brachen nach wenigen Kilometern. |

### Stationäre Kessel
Ein Beispiel in Deutschland:

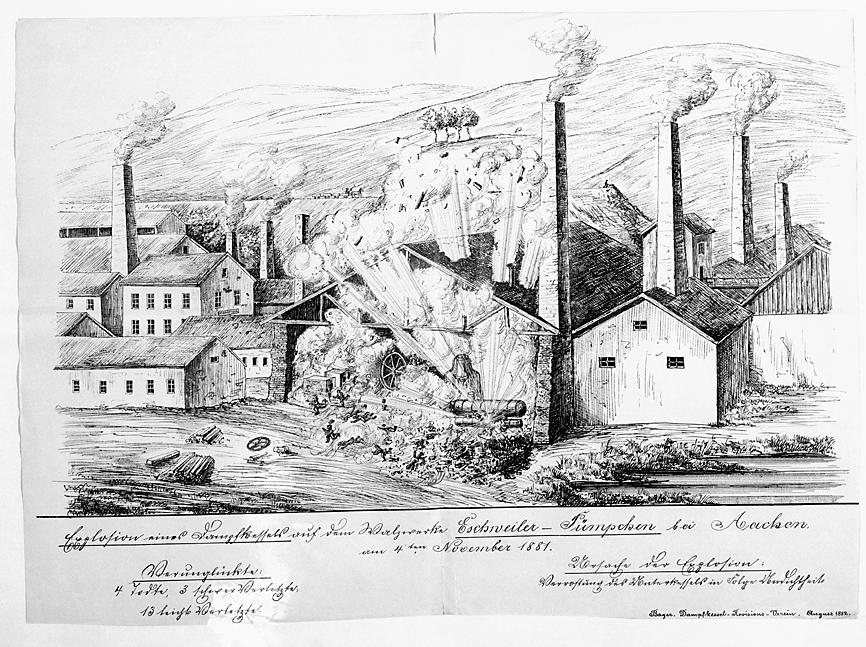
Dampfkesselexplosion 1881. Lithographie des Bayerischen Dampfkessel-Revisionsvereins (1882)

Explosion eines Dampfkessels auf dem Walzenwerk Eschweiler-Pümpchen bei Aachen am 4. November 1881. (Text auf der Lithographie des Bayerischen Dampfkessel-Revisionsvereins.)
Des Weiteren ist der Zerknall des Kessels der Antriebs-Maschine der Zeitzer Drahtseilbahn am 7. Februar 1889 bekannt, bei dem der Heizer ums Leben kam. [3]

### Schiffe
In den USA waren Dampfschiffe in der ersten Hälfte des 19. Jahrhunderts das Haupttransportmittel im Fernverkehr. Nach einer Einschätzung von 1848 ereigneten sich zwischen 1816 und 1848 dort 233 Kesselexplosionen mit 2563 Toten.
| Name       | Gesellschaft                                      | Datum          | Ort                                    | Feuerbüchse | Beschädigung                      | Bemerkungen                                 |
| ---------- | ------------------------------------------------- | -------------- | -------------------------------------- | ----------- | --------------------------------- | ------------------------------------------- |
| Telegraph  | John Wright                                       | 4. April 1817  | Norwich                                | ?           | ?                                 | zehn Todesopfer                             |
| Moselle    |                                                   | 25. April 1838 | Cincinnati                             | ?           | ?                                 | 151 Todesopfer                              |
| Sultana    |                                                   | 27. April 1865 | Memphis (Tennessee)                    | ?           | ?                                 | ca. 1700 Todesopfer                         |
| Westfield  |                                                   | 30. Juli 1871  | New York, Staten Island Ferry Terminal | ?           | ?                                 | 125 Todesopfer                              |
| Mont Blanc | Compagnie Générale de Navigation sur le Lac Léman | 9. Juli 1892   | Ouchy                                  | ?           | horizontaler Dampfdom aufgerissen | 26 Todesopfer                               |
| Bennington | United States Navy                                | 21. Juli 1905  | San Diego                              | ?           | Feuerbüchse aufgerissen           | Kesselexplosion an Bord eines Kanonenbootes |

## Literatur

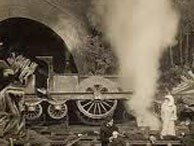
Winsford 1881

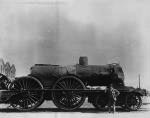
Lokomotive 97 der Rhymney Railway nach Kesselzerknall in Cardiff

### Lokomobile und andere bewegliche Dampfanlagen
| Name | Gesellschaft | Datum         | Ort           | Feuerbüchse | Beschädigung | Bemerkungen                         |
| ---- | ------------ | ------------- | ------------- | ----------- | ------------ | ----------------------------------- |
| ?    | keine        | 29. Juli 2001 | Medina (Ohio) | ?           | ?            | Kesselexplosion eines Dampftraktors |